# Флаг Рабитицкого сельского поселения
Флаг муниципального образования Ра́битицкое сельское поселение Волосовского муниципального района Ленинградской области Российской Федерации — опознавательно-правовой знак, служащий официальным символом муниципального образования.
Флаг утверждён 2 сентября 2011 года решением Совета депутатов муниципального образования Рабитицкое сельское поселение № 46 и внесён в Государственный геральдический регистр Российской Федерации с присвоением регистрационного номера 7058.

## Описание
«Флаг муниципального образования Рабитицкое сельское поселение Волосовского муниципального района Ленинградской области представляет собой прямоугольное полотнище с отношением ширины флага к длине — 2:3, воспроизводящее композицию герба муниципального образования Рабитицкое сельское поселение Волосовского муниципального района Ленинградской области в красном, зелёном, белом и жёлтом цветах».
Геральдическое описание герба гласит: «В червлёном (красном) поле с зелёной выгнутой оконечностью и правым боковиком, сложенном из серебряных камней разной формы, поверх поля и оконечности — золотой стоящий прямо Святой Георгий Победоносец».

## Обоснование символики
Золотой стоящий прямо святой Георгий Победоносец — напоминание о каменной часовне в Домашковицах — дошедшем до наших дней памятнике дореволюционной старины на территории поселения. В 2010 году зданию исполнилось 100 лет. Со слов коренных жителей деревни, в 1908 году в деревне произошёл пожар, при котором сгорел частный дом, и там погибла девочка. На поминовение односельчане собрали средства и построили часовню в честь Георгия Победоносца — покровителя скота и пастухов, так как основным занятие населения деревни было скотоводство. В XX веке здание использовали под магазин, пункт приёма молока от населения, склад, а потом забросили. В 1995 году было начато восстановление часовни, завершённое год спустя.
Зелёная выгнутая оконечность с одной стороны напоминает о древних курганах на территории Рабитицкого сельского поселения с другой — о географическом расположении поселения на Ижорской возвышенности.
Левая полоса, сложенная из белых камней разной формы, — напоминание о старинных постройках, сложенных из валунов: ограды, амбары, хозпостройки, другие здания, в том числе — упоминаемая выше часовня.
Красный цвет — символ труда, жизнеутверждающей силы, мужества, самоотверженности, праздника, красоты (красный в русской традиции — красивый), солнца и тепла.
Зелёный цвет — символ радости жизни, возрождения природы каждую весну, просторов полей лугов и лесов.
Жёлтый цвет (золото) — символ божественного сияния, благодати, величия, прочности, постоянства, солнечного света, урожая.
Белый цвет (серебро) — чистота помыслов, искренность, правдивость, невинность, благородство, откровенность, непорочность, надежда.